# Zhaobaogoucultuur
De Zhaobaogoucultuur (Chinees: 趙宝溝文化) was een archeologische cultuur van het neolithicum (5400-4500 v.Chr.) in het noordoosten van China, voornamelijk in het dal van de Luan in Binnen-Mongolië en het noorden van Hebei. De cultuur produceerde met zand gemagerd aardewerk met ingekerfde geometrische en zoömorfe decoraties. Men maakte ook menselijke beeldjes van steen en klei.
De typelocatie Zhaobaogou, opgegraven in 1986, werd ontdekt in de banier Aohan, Chifeng, Binnen-Mongolië. De site heeft een oppervlakte van circa 90.000 m². 